# Kárpátalja története
Kárpátalja a földrajzilag a Kárpát-medence szerves része, így történetét sem lehet elválasztani a Kárpát-medence történetétől.
A mai Kárpátalja területe a következő államokhoz tartozott: 
- 895–1920 – a Magyar Királyság része
- 1920–1938/1939 – Csehszlovákia része
- 1938/1939–1945 – a Magyar Királyság része
- 1944–1945 – Szovjet megszállás
- 1945–1991 – Szovjetunió része (USZSZK)
- 1991-től – Ukrajna része

## Kőkor
Az első kőkori lelet Kárpátalján 1 millió éves, Királyházán (Nagyszőlősi járás) találták meg, a homo erectusho tartozott. Ez az első ukrajnai lelet is. Emberi maradványokat viszont Kárpátalján ebből az időből nem találtak. Egy-egy jó lakóhelynek számító lelőhelyen több ezer évig éltek. Ilyenek voltak a Királyházai, Munkács melletti Gálics és Lovácska hegyek, Beregszászi dombok, Ungvári várhegy, Técsői lelőhelyek.
Az őskőkori és középső kőkori leletek főleg a nyugat- és közép-európai kultúrák befolyása alatt van. A középső kőkorban a homo erectust felváltja a neandervölgyi ember, majd később a homo sapiens. Az újkőkorszakban legjelentősebb kultúra Kárpátalja területén a Körös-kultúra. Ez Erdély területéről terjed át Kárpátalja síkvidéki részére. Kr. e. 6. évezred második felétől a Kr. e. 5. évezred első feléig áll fenn. Rafajnaújfalu és Zápszony mellett vannak nagyobb lelőhelyei.

## Réz és bronzkor
Kevés a lelet ebből a korból. Nagy hatással vannak a helyi kultúrákra a Kárpát-medencei kultúrák, illetve az ottani kultúrák átnyúlnak Kárpátaljára is.
A rézkorban (Kr. e. 3. évezred) két nagy kultúra terjedt el Kárpátalján: a polgári- és a badeni-kultúra. A polgári kultúra Magyarország területéről terjedt át Kárpátaljára. A mai Ukrajna területén az első rézkori kultúra. Elterjedésének ideje a Kr. e. 3. évezred közepe és vége. Nagyszőlőstől Ungvárig találhatóak lelőhelyeik. Négyzet formájú épületek és talpas edények jellemzik.
A badeni kultúra az Ilosvai járásban elterjedt. Nagy kiterjedésű kultúra. A Fekete-tenger vidéki kultúrákkal érintkezve átveszi a nagyállattartást.
A bronzkorban (Kr. e. 2. évezred) az egész Kárpát-medencében így Kárpátalján is balkáni majd nyugat európai hatás érvényesül. A leghíresebb a sajátos sztánfalvi-kultúra, mely a Kr. e. 15-13. században létezett, vagyis felöleli majdnem az egész bronzkort. Magyarországi kultúraként terjed át Kárpátaljára, majd itt sajátos vonásokat vesz föl. Ismertebb lelőhelyei Nevetlenfalu, Beregdaróc, Aknaszlatina (erődített település). Edényeiket kiégették és spirál alakú mintákkal díszítették, ez és más jelek arra utalnak, hogy a kultúra kapcsolatot tartott fenn a mükénéi kultúra népeivel. Halottaikat elégették és urnákba temették el.

## Vaskor és a népvándorlások kora
A vaskor (I. e. 1. évezred) első felében iráni eredetű népek jelennek meg és hozzák be a vaselőállítás módszerét. Ezek a kustánfalvi kultúra (i. e. 8–4. század) népei, melyek talán a kimmerek, akik Kárpátalja területén keresztül haladva, a Közép-Tisza vidéken telepednek le. Későbbi iráni népek a szarmaták, akik az i. e. 3. században telepednek be a Kárpát-medencében, így Kárpátaljára is.
A vaskor második felében kelta népek telepedtek be a Kárpát-medencében. Egész nyugat Európában elterjedtek, Kárpátalja a kelta népek legkeletibb elterjedési területe. Kárpátalja nyugati területein, főleg magaslatokon telepedtek le. Fő lelőhelyeik a Munkács melletti Gálics és Lovácska hegyek, ahol erődített településeik találhatóak. Fejlett kultúrájuk volt. A rómaiakkal és a helyi lakossággal vívott harcokban azonban kimerülnek és hamarosan beolvadnak a helyi lakosságba. Ebben az időben a Pannóniát meghódító rómaiak nagy hatással vannak Kárpátaljára, így a keltákra is akikkel sok háborút vívnak.
Kárpátalja déli, Erdélyhez közeli területeit a dákok hódították meg. A dákok Erdély területén éltek. Fejlett kultúrát hoztak létre. Kemény harcokat vívtak a rómaiakkal, akik végül leigázzák őket és létre hozzák Dacia tartományt, melyet a germánokkal vívott harcok miatt kénytelenek kiüríteni a 2. században.
A népvándorlások korában (1–5. század) germán népek telepedtek le Kárpátalján. A germánok a római limest támadják, a rómaiaknak kemény harcokba kerül visszaverni őket. A vandálok, gepidák és a gótok törzsei telepednek itt le. A gepidák és a gótok harcokat vívnak egymással a terület birtoklásáért.
Az 5. század közepén a hunok költöznek be a Kárpát-medencébe. Vezérük, Attila hatalmas birodalmat hoz létre. Támadják a környező területeket, főleg a rómaiakat, végig dúlják egész Nyugat-Európát. Jelentős erőt jelentenek, így veszélyesek. Attila halála után a hun birodalom széthullik. A hunok, a germánok és a rómaiak támadásai miatt kelet felé vonulnak vissza. A hunok után újra a gótok és a gepidák veszik kezükbe a területet.
A germánokat az avarok űzik ki a Kárpát-medencéből. A 6–7. században több hullámban telepednek le az avarok a Kárpát-medencében és töredékeik egészen a 9. századig, a honfoglalásig megmaradnak itt. Hadjáratokat indítanak a környező területek ellen, rettegésben tartva azokat. Adókat szednek a támadások leállításáért. Államot hoznak létre, melynek élén az uralkodó, a kagán áll. Mint a keleti népek jó lovasok voltak, kitűnő íjaik voltak és nagyállattartással foglalkoztak. A szláv törzseket meghódítják. A 7. században perzsa szövetségben Bizánc ellen háborúznak, de vereségeket szenvednek, hatalmuk megrendül. Később a bolgár-törökök ellen harcolnak. A 8. század végén Nagy Károly frank király végső vereséget mér rájuk, majd lassanként meghódítja tőlük Pannóniát. Az avarok soha többé nem erősödnek meg, így már nem játszanak jelentős szerepet a terület történelmében.

## Szlávok, a magyar honfoglalás

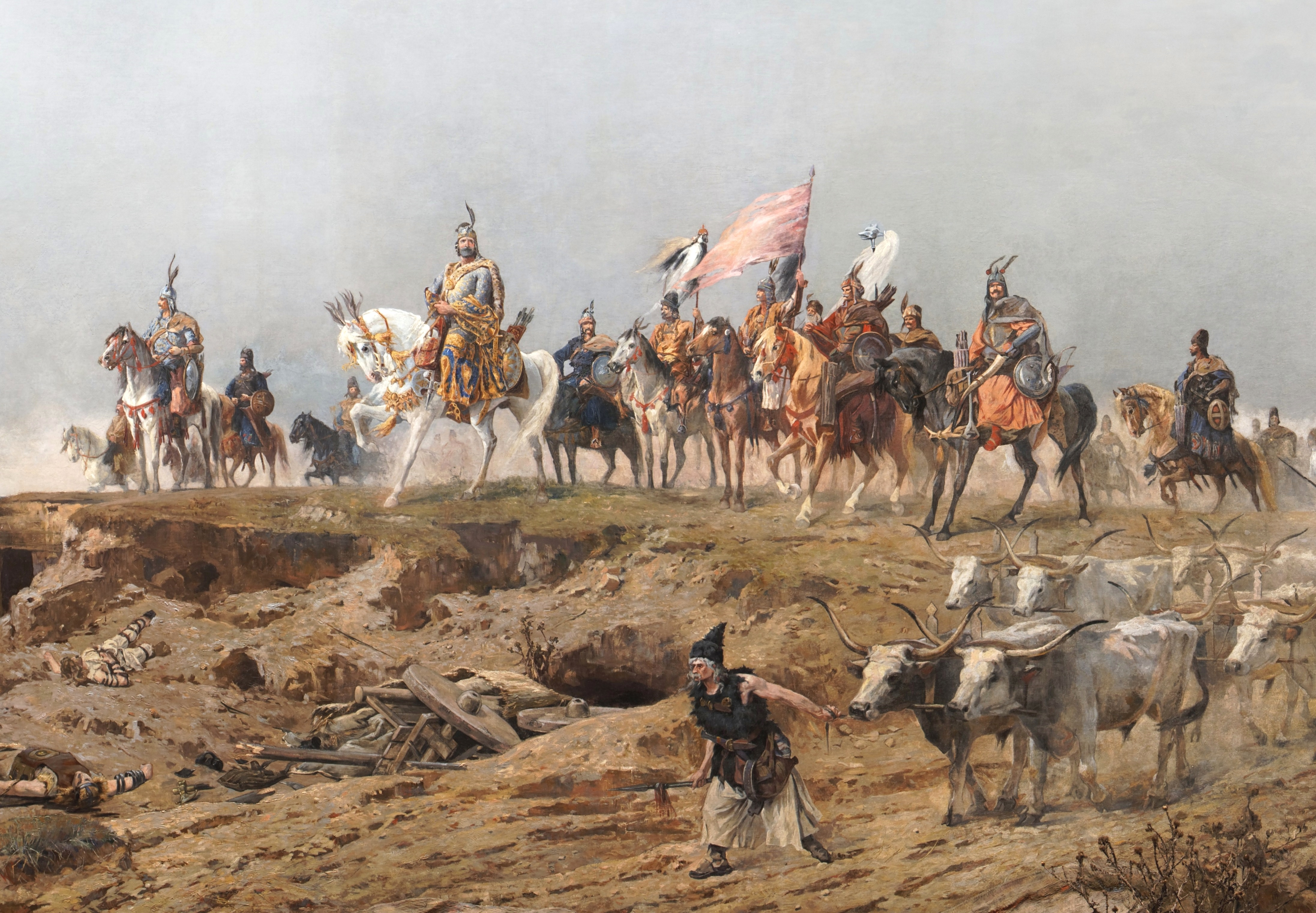
A honfoglaló vezérek a Vereckei-hágónál. (A Feszty-körkép részlete.)

A szlávok Kárpát-medencei letelepedését a 6–7. századtól számítják. Feltehetőleg főként nyugati- és déli szlávok lehettek, melyek a későbbiekben beolvadtak a honfoglaló magyarságba, még a mai keleti szláv népesség a kora újkorban telepedhetett be, és nem azokra a településekre, amelyek a 9. században léteztek.  Kárpátalja nem tartozik egyik jelentős szláv államalakulathoz sem, de egyes elképzelések szerint közvetlen szomszédságban lehetett Nagymoráviával és a dunai bolgár állammal volt határos.
A 9. században, 895-ben a magyar törzsszövetség megkezdte a Kárpát-medence elfoglalását. A magyarok fő bevonulási övezete az Északkeleti-Kárpátok, és az első terület ahol letelepednek az a Felső-Tiszavidék, vagyis Kárpátalja. Itt véget ér a Kárpát-medence és Kárpátalja őskori története.
Árpád fejedelem a magyar fősereggel 895 tavaszán kelt át a Vereckei-hágón és megkezdte a honfoglalást. Így Kárpátalja története kezdettől fogva elidegeníthetetlen része a történelmi Magyarországnak, hiszen a honfoglalás révén ez a terület fontos szerepet játszott mint az országszerzés hadműveleteinek kiindulópontja.

## Kárpátalja területe a középkori Magyar Királyságban (1000–1526)
A Kárpátok láncolata természetes védőövként, gyepűvonalként övezte körül az új hazát. Kárpátalja területének megszervezésével hosszú ideig nem foglalkozott a magyarság, mivel a terület védelmi szerepét a természet adta lehetőségeivel töltötte be, így kezdetben csak szórványosan szállták meg ezt a területet. Kárpátalja területe az ország területének törzsek közötti felosztásában nem vett részt, így a birtokjogi fejlődés során mint gyepűvonalon túli terület, királyi birtok lett, s a hatalmas erdőségek nagy része vadászterületként szolgált. A Szent István király idejében szervezett 45 vármegye között már szerepel Borsova (később Bereg) és Ung vármegye, Ungvárral. Az ugocsai és máramarosi hegyvidék ekkor még nem tartozott vármegyei szervezetbe. Ez az országrész az Árpád-házi királyaink külkapcsolataiban időnként hadfelvonulási és hadműveleti terület is volt. A lengyel és kijevi (halicsi) fejedelemségekhez ezen a területen keresztül vezetett az út.
1241-ben a tatárok a Vereckei-hágón, az ún. „orosz kapu”-n keresztül törtek be Magyarországra. A lakosság közül csak azok maradtak életben, akik az erdőkben és a védett városokban húzódtak meg. Pótlásukra IV. Béla német telepeseket hozott az ún. „soltész”-ek vezetésével. Megindul a területen a várrendszer kiépítése, a királyi s egyházi birtokviszonyok megváltozása. 
A lakatlan részek benépesítése az azokat adományként kapó földesurak feladata volt. Ők ezt vállalkozókra, ún. kenézekre bízták. A 13. században indult meg nagyobb mértékben a ruszinok betelepedése, elsősorban a szomszédos Halicsból. A legtöbb ruszin a 14. és 15. században került az új földesúri birtokokra.
Az Északkeleti Felvidék politikai és gazdasági jelentősége az Anjou-korban megnőtt. Az Anjouknak hatalmuk biztosításáért meg kellett küzdeni a terület hatalmas oligarcha nemzetségeivel, az Abákkal és Borsákkal. 1311-ben adták vissza az Abák a jogtalanul elfoglalt Ung megyét s Munkács várát. 1316-han szerezte meg Károly Róbert a Borsáktól az Ugocsa megyei Nyalábvárat. Ez évben megostromolta és leromboltatta a Borsák kezén levő Szőlős várát. 1329-ben Károly Róbert a Máramaros megyei Visk, Huszt, Técső magyar és szász telepeseinek hospes-szabadságokat adományozott, ezzel megvetette alapját a Nagy Lajos király uralkodása alatt felvirágzó máramarosi sóbányászatnak. Az oligarchákkal vívott harcok egyik szomorú következménye volt a magyar kisnemesség elvándorlása a területről. A 14. század közepén újabb nagyarányú telepítés indult meg Kárpátalja egész területén. Német falvak épültek az erdőirtások területeire, lakóiknak kiváltságokat biztosítottak. A városok is gyors fejlődésnek indultak. 1365-ben Nagy Lajos király Korjatovics Tódor litván herceg kormányzásával ortodox ruszinokat telepített le a területre. A husziták ellen 1431-ben megindult keresztes hadjárathoz Ugocsa, Máramaros és Bereg megyék nemessége is csatlakozott, meghatározott létszámmal.
Mátyás király halálát követően sok olyan család tűnt fel, amely egész országrésznyi területet birtokolt. Az 1494–1495. évi adószámadásokban található adat szerint például Corvin János – Mátyás fia – Bereg megyében 1132 portát birtokolt, Máramaros megye királynői birtok volt. Nagy birtokai voltak itt a Perényi s a zsidó származású Ermeszt-Hampó családnak. 1526-ot, a mohácsi vészt követő években a trónra törekedő Szapolyai János erdélyi vajda birtokai Corvin János uradalmával gyarapodtak. A trónra jutásban támogatták a vidék új főnemesei a Drágffy, Homonnay, Perényi, Ráskay s Báthory nemzetség tagjai.

## Kárpátalja területe a török korban (1526–1688)
Az ország három részre szakadása I. Ferdinánd uralkodása alatt következett be. A királyi területhez 35 vármegye, köztük Ung, Bereg, Ugocsa és Máramaros megye tartozott. 1567-ben Máramaros megye az Erdélyi Fejedelemséghez került. 1570-ben, az I. Miksa királlyal kötött speyeri egyezményben János Zsigmond lemondott a magyar királyi címről, s Erdélyen kívül néhány tiszántúli megyét és Máramarost tartotta meg.
1597–1604 között a török ellen vívott tizenöt éves háború során szinte teljesen elpusztult az akkor még Erdélyhez tartozó Máramaros vármegye. A háború az 1606-os zsitvatoroki békével zárult. Az 1606-os bécsi béke értelmében – amely Rudolf magyar király és Bocskai István között jött létre – Bocskai István Erdélyt, a Részeket, s Ugocsa és Bereg megyét férfiági utódai életére kapta.
1620-ban a pozsonyi országgyűléssel II. Ferdinánd ígéretet tett Bethlen Gábornak Ugocsa és Bereg megyék Erdélyhez csatolására. A II. Ferdinánd és Bethlen Gábor közötti 1622-es békeszerződés részeként ezt is megerősítették.
1633-ban az I. Rákóczi György erdélyi fejedelem és II. Ferdinánd közötti eperjesi megegyezés értelmében a király elzálogosította Munkács várát és uradalmát a Rákóczi-családnak. A Rákócziak vagyonát a király az 1645-ös linzi békében tovább gyarapította.
Az 1642-es gyulafehérvári országgyűlés I. Rákóczi György utódjává idősebb fiát, II. Rákóczi Györgyöt választotta meg. Ő a fejedelemséggel együtt „örökölte” atyjától a lengyel trón megszerzésére irányuló tervet. 1657 januárjában indította el hadait. E hónap január 17-én tábori országgyűlést tartott Visken. A trónszerzési hadjárat vereséggel végződött. A lengyel szabadcsapatok betörtek Rákóczi magyarországi birtokaira, s nagy pusztítást végeztek Munkácson, Beregszászban, Beregszentmiklóson, nagyon sok faluban, s a lakosság körében is. 1670-ben az I. Rákóczi Ferenc vezetésével Habsburg-ellenes felkelés súlyos veszteségekkel és megtorlásokkal járt a területen a résztvevők körében. Sokan bujdosásra kényszerültek, nagy volt a szegénység és az ínség.
1678-ban kezdődött a Thököly Imre vezette szabadságharc. Az I. Lipóttal kötött 1681-es fegyverszünet alkalmával a bujdosók téli szállása Ung, Bereg, Ugocsa és Szatmár megyében volt. 1682-ben Thököly Imre I. Rákóczi Ferenc özvegyével, Zrínyi Ilonával kötött házasságot. Ezt követően a hatalmas Rákóczi-birtok is a függetlenségi harcok bázisává vált. 1684-ben Thököly csapatai elfoglalták Ungvár várát. 1688-ban Zrínyi Ilona feladta Munkács várát a császári seregeknek. 1699-ben megkötötték a karlócai békét, amelynek következményeképpen Thököly Imrét és Zrínyi Ilonát száműzték.

## Kárpátalja területe a Habsburg Birodalomban (1688–1918)

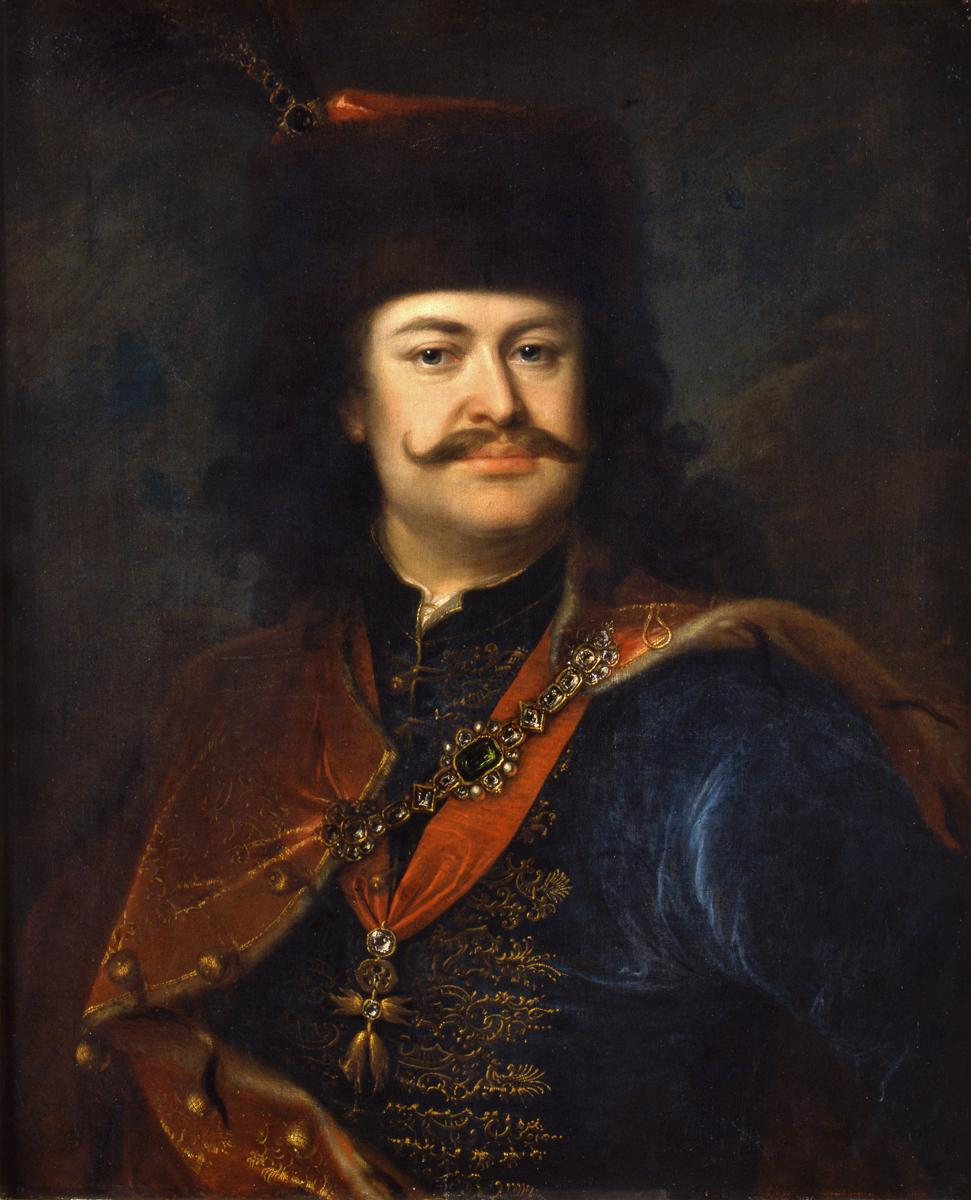
II. Rákóczi Ferenc

II. Rákóczi Ferenc szabadságharca talán a régió legdicsőbb időszaka volt. A török uralom alól felszabadult ország újjászervezésével a bécsi udvar fő célja az ország elnémetesítése volt. Megnövekedtek az adóterhek, megbénult a szellemi élet, megindult a protestánsüldözés. 1702-ben bevezették a véradót, a katonák erőszakos sorozását, amely különösen Beregben és Ugocsában indult meg nagymértékben. Ez évben Esze Tamás és Kis Albert önként jelentkeztek Bereg vármegyénél katonai szolgálatra. A megye toborzással bízta meg őket, amit ők szervezkedésre használtak fel. A nemzeti ellenállási mozgalom fő fészkei Beregen kívül Ung, Zemplén és Sáros megyék voltak.
A többnyire szegény parasztokból és elbocsátott végvári katonákból álló kuruc mozgalom vezetői 1703 elején elérkezettnek látták az időt egy Habsburg-ellenes felkelés kirobbantásához. 1703. május elején követeket küldtek  Rákóczi Ferenchez, hogy álljon a nemzeti mozgalom élére. (1697-től szoros barátságban állt Bercsényi Miklós gróffal, akivel együtt szőtték terveiket a magyar nép megsegítésére) 
1703. május 12-én II. Rákóczi Ferenc és Bercsényi Miklós Brezán várában kelt kiáltványukban harcba szólították a Habsburgok ellen Magyarország minden „nemes és nemtelen” lakosát. 
Esze Tamás a kiáltványt elküldte az ország különböző területére és a szabadságharc „Cum Deo pro Patria et Libertate” („Istennel a hazáért és a szabadságért”) feliratú zászlóit 1703. május 21-én és 22-én Tarpán, Váriban és Beregszászban kibontotta, amivel kezdetét vette a szabadságharc.
A nemesek először megrémültek az eseményektől és még Rákóczi hazatérése előtt rajtaütöttek a kuruc seregeken június 7-én. A Huszttól északra lévő Dolhánál Károlyi Sándor vezette nemesi csapatok könnyűszerrel szétkergették a kuruc csapatokat. Egy héttel később Rákóczi Ferenc a Vereckei-hágón keresztül visszatért Magyarországra. Rákóczi kurucai 1703. július 14-16 között elsöprő győzelmet arattak a labancok felett Tiszaújlak mellett. A csatát követően a magyar nemesség nagy része szintén Rákóczi mellé állt, sőt a tél folyamán elfoglalták a császáriaktól Munkács várát is (Rákóczi többnyire innen irányította a hadműveleteket).
Az első években oly eredményes szabadságharc az 1710-es év végére már visszaszorult a kiindulási helyére, s csak öt megye, Szatmár, Szabolcs, Ung, Ugocsa, Máramaros támogatta. 1711. április 30-án Szatmáron aláírták a szabadságharc befejezését jelentő békét. Május 1-jén a majtényi síkon a kuruc csapatok – mintegy 12 000 fő – letették a fegyvert.
A Rákóczi-szabadságharc utóeseményeként említendő még 1717 augusztusa. Ekkor Esterházy Antal gróf tábornagy vezetésével a bujdosó kurucok egy csapata Moldva felől felvonult a Kárpátokba, harci cselekményekre azonban nem került sor. A kurucokkal együttműködő tatárok viszont betörtek a Radnai-hágón és végigrabolták Máramaros, Ugocsa és Bereg vármegyéket.
A szatmári békét követő években meghatározó politikai s történelmi esemény nem nagyon történt. A bécsi udvar Rákóczi munkácsi és beregszentmiklósi uradalmát előbb Háber bárónak adta bérbe, majd 1726-ban III. Károly király adósságai fejében Lothar Franz von Schönborn grófnak engedte át.
1785-ben léptette életbe II. József császár Magyarország új közigazgatási beosztását, melyben 10 kerületre osztották az országot. Ungvár, Máramaros, Ugocsa, Szatmár, Bereg és Ung vármegyék összevonásával alakult ki egy körzet. A rendelet II. József haláláig volt érvényben.

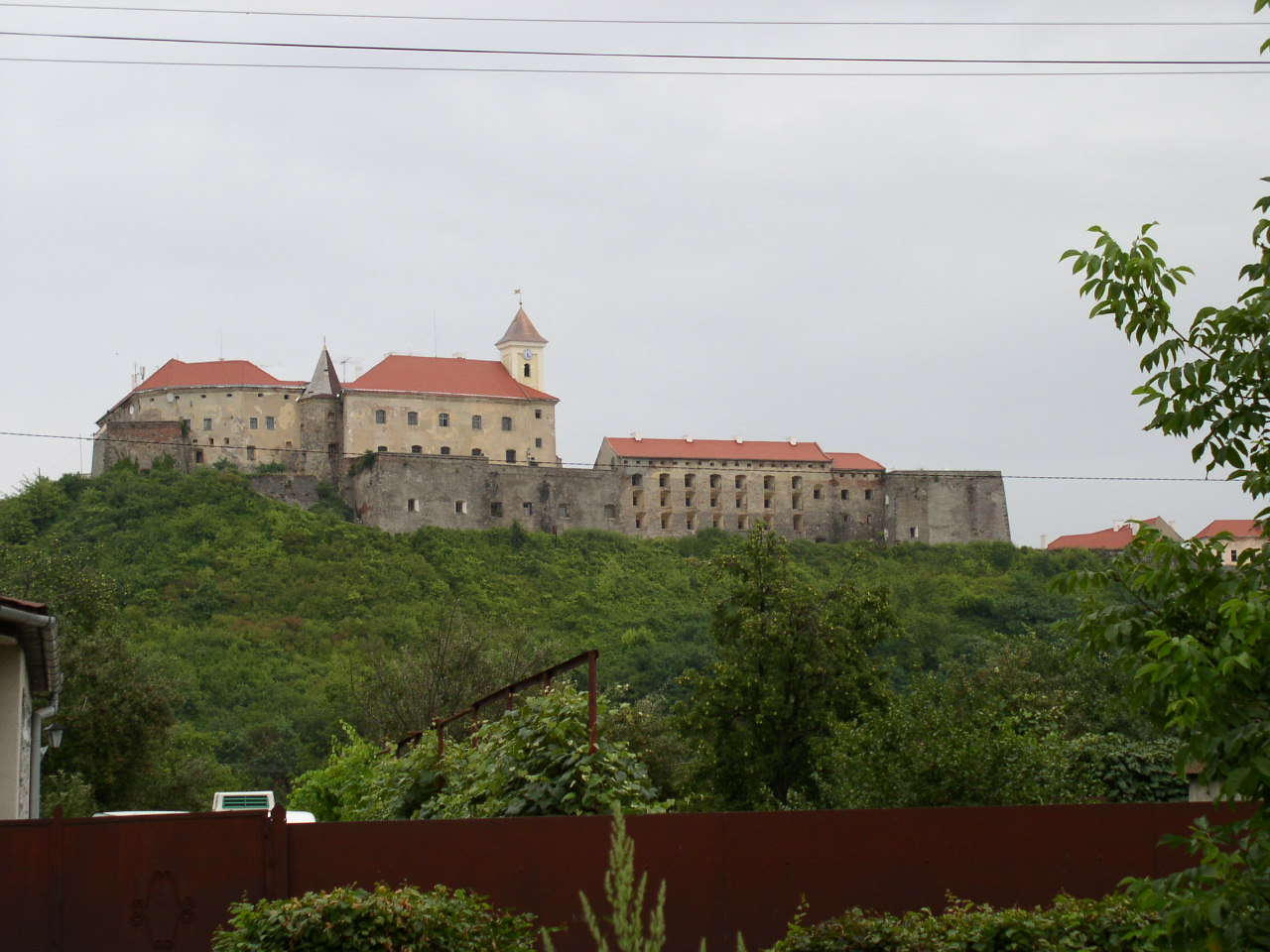
A munkácsi vár

Az 1790–1848 közötti időszakban, az abszolutizmus és reformmozgalmak korának történetében Kárpátaljának nincs különleges szerepe. Az 1848–49-es forradalom és szabadságharcból Kárpátalja lakossága, így a nagy számú ruszin népesség is kivette részét. Az akkori ruszin értelmiség magyarbarát volt, s tömegestül csatlakozott a szabadságharchoz. Az ungvári görögkatolikus szeminárium papnövendékei is önként jelentkeztek katonának, sokan közülük magas kitüntetésben részesültek, s magyar nemességet szereztek. A görögkatolikus ifjúság kiválósága volt a szabadságharc során Erdélyben hősi halált halt Vasvári Pál. A szabadságharc egyetlen kárpátaljai csatája a Munkács melletti Podherignél zajlott, ahol a magyar honvédek és nemzetőrök megfutamították a Kárpátok túloldaláról betörő császári csapatokat.
1853-ban éhínség pusztított az Északkeleti-Felvidéken. A Bach-korszak idején az ukrán nyelv vált hivatalossá, ez az állapot az 1867-es kiegyezéssel szűnt meg. 1896-ban Kárpátalja-szerte megemlékeztek és emlékműveket állítottak a magyar honfoglalás ezredik évfordulóján.
Az 1897–1901 közötti időszakban zajlott Kárpátalján az ún. Egán-akció (vagy „Hegyvidéki-akció”). Egán Ede (1851–1901) közgazdász vezette miniszteri biztosként. Az akció a kisparaszti gazdaságok megsegítésére, szövetkezeti formában történő támogatására, s a zsidóság gazdasági hatalmának korlátozására irányult.
Az első világháború végén, az Osztrák–Magyar Monarchia szétesésekor az országot irányító Károlyi-kormány a nemzetiségek közül a németeken kívül csak a magyarbarát ruszin vezetőkkel sikerült megegyeznie, aminek következtében 1918. december 21-én Ruszka-Krajna néven területi autonómiát kaptak.
A Tanácsköztársaság közigazgatásában Kárpátalja ügyeit a Ruszin Népbiztosság volt hivatva irányítani, a területen (melynek határai már nem kerültek kijelölésre) széles körű autonómiát szántak bevezetni Önálló Országrészi Tanács (ruszinul: Szamosztojnij Krajinszkij Szojuz) néven, ennek székhelyéül Munkácsot szánták, ennek keretében a közigazgatás három ruszin  körzeti tanácsra oszlott: a beregi (Munkács központtal), az ungi (Szerednye központtal, hiszen Ungvár ekkor már cseh megszállás alatt volt), és a máramarosi (Huszt központtal). Az első kettő meg is alakult április közepén, Husztra azonban már ekkor bevonult a román hadsereg, 28-án pedig a cseh és román egységek Munkács közelében találkoztak, így a Tanácskormány kárpátaljai jelenléte megszűnt.

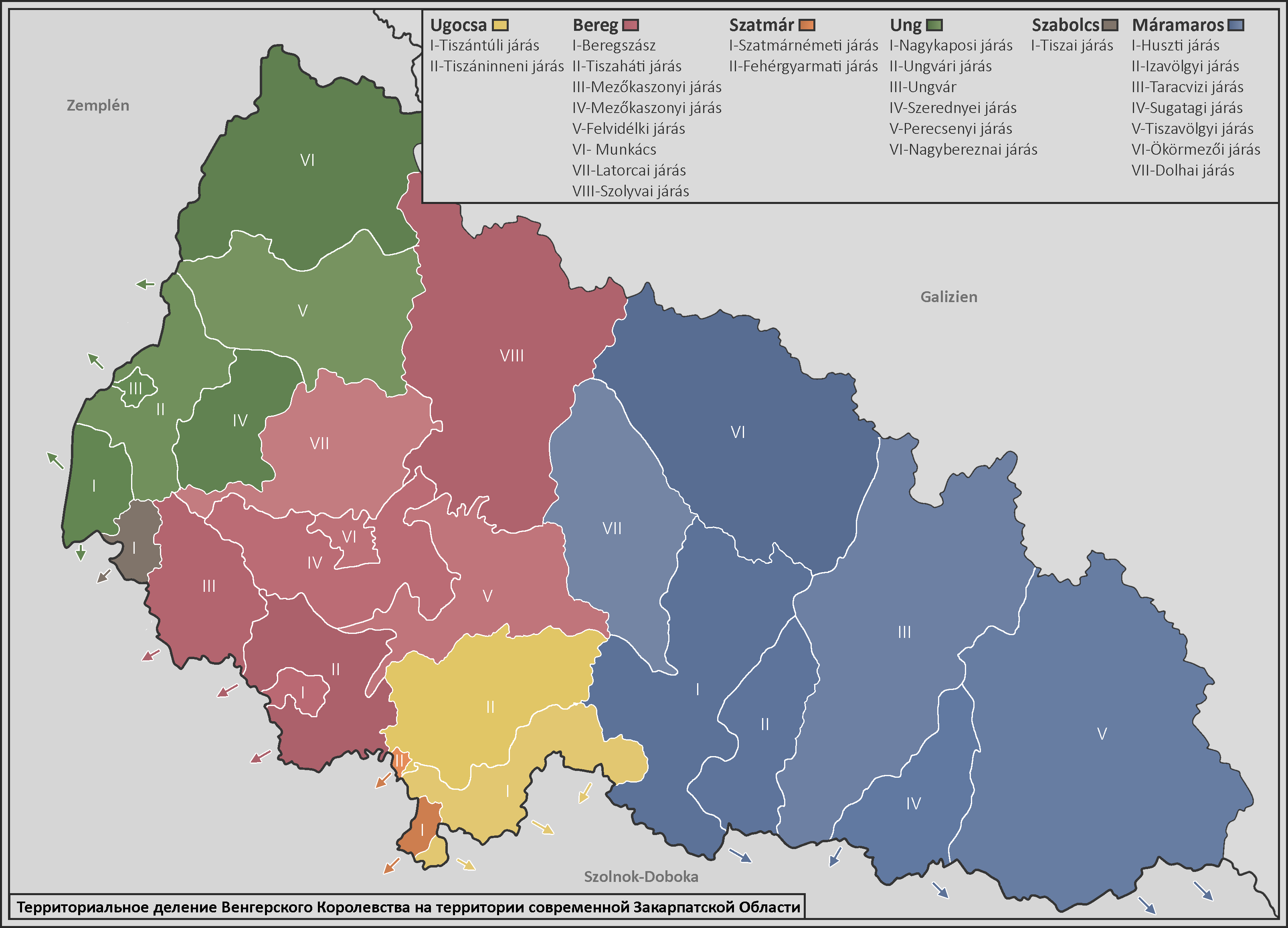
Vármegyék és járások Kárpátalja területére eső részei

## A csehszlovák idők (1920–1939)
Kárpátalját az Ausztriával kötött saint-germaini békeszerződés juttatta Csehszlovákiához 1919. szeptember 10–én. Ezért cserébe a cseheknek ígéretet kellett tenniük, hogy autonómiát adnak Kárpátaljának. Ezt azonban a csehek nem tették meg, (csak 1938-ban adták meg, amikor már késő volt).
A béke értelmében 12 656 km² került Csehszlovákiához, Ung, Bereg, Ugocsa, Máramaros vármegyék túlnyomó része (a Csaptól Pallóig eső határmenti falvak Szlovákia részét képezték). Ezt az állapotot rögzítette az 1920. június 4-én aláírt trianoni békeszerződés is. A kárpátaljai közigazgatás 1922-ig a katonai parancsnokság kezében volt, ekkor szűnt meg az ostromállapot. Bevezették hivatalos nyelvnek a cseh nyelvet, a magyarok helyére cseh hivatalnokok kerültek, a tartomány hivatalos neve pedig Podkarpatská Rus, a kormányzója pedig Zsatkovics Gergely lett (1938-ig).

Csehszlovákia 1928-ban

Kárpátalja területén ekkor kb. 185 ezer fős magyar közösség élt, amely a népesség 30%-át tette ki; a ruszinság aránya 56%, a németeké pedig 10% volt. A magyar lakosság száma a békekötés után nagy mértékben csökkent (elvándorlás, kiutasítás, a görögkatolikus magyarság ruszinná minősítése stb.). ugyanekkor nagyszámú cseh bevándorlás volt, főleg Ungvárra. Az 1921-es csehszlovák népszámlálás csak 110 ezer magyart regisztrált Kárpátalja területén.
A csehszlovák korszakban Kárpátalján a csehek a magyarokat igyekeztek mindenben a háttérbe szorítani. A földreform során a magyar földbirtokosoktól elvett földet cseh és ruszin parasztok között osztották szét. A határ menti sávban telepesfalvakat hoztak létre, hogy megbontsák az egységes magyar nyelvi tömböt. A ruszinok sem voltak megelégedve az új rendszerrel, hiszen a Kárpátalja számára megígért autonómiát a csehek nem voltak hajlandóak megadni.
Kárpátalján a két világháború között – csehszlovákiai viszonylatban – igen rossz volt a gazdasági-szociális helyzet. Az erős cseh finánctőke az államapparátussal a háta mögött konkurensei erejét számos eszközzel igyekezett megtörni, s nem is eredménytelenül. A gyenge magyar polgársággal is könnyedén elbánt. A cseh burzsoázia – a hivatalosan hangoztatott elv alapján: „Kárpátalja nem tartozik az általános gazdasági rendszerbe.” – egyszerűen gyarmatnak tekintette Kárpátalját. A két világháború között egyetlen nagyüzem sem épült a vidéken, viszont évente több tízmillió korona értékű nyersanyagot vittek ki a területről. Ennek következtében Kárpátalja elmaradott agrárvidék maradt, ahol Csehszlovákia lakosságának 9%-a élt, de az ipari termelőerőknek csak 0,67%-a volt itt. A vidék ipara, illetve kézműipara a lakosságnak mindössze 11%-át foglalkoztatta, gazdasági mérlegében az iparra alig jutott valamivel több mint 2%. Kárpátalja ipari – elsősorban fafeldolgozó és építőanyag-ipari – üzemeinek – a perecsenyi Bantlin, a nagybocskói Klotild, a szolyvai, a beregszentmiklósi, valamint az ungvári Mundusz bútorgyár, a munkácsi és a beregszászi téglagyárak – részvényeit a cseh tőke szerezte meg, de érdekeltségei voltak a vidéken a német, osztrák, belga, francia és magyar tőkének is. A közép- és kisiparban, továbbá az építőiparban az ukrán, a zsidó és a magyar polgárságnak voltak érdekeltségei.
Az 1938. szeptember 29-én megkötött müncheni egyezményben a nyugati hatalmak hozzájárultak ahhoz, hogy Hitler bekebelezze a németlakta Szudéta-vidéket. A magyar és lengyel területi követelésekről csak az egyezmény függelékében volt szó. Eszerint Magyarországnak és Lengyelországnak a csehszlovák kormánnyal való kétoldalú tárgyalások útján kellett megkísérelni a területi problémák megoldását, s amennyiben 2 hónapon belül nem születne megállapodás, akkor az ügy a konferencia résztvevői elé kerül. A magyar kormány október 3-ai jegyzékében követelte, hogy a kétoldalú tárgyalásokat október 6-án kezdjék meg Komáromban. Október 5-én megkezdődött a magyar szabadcsapatok, az úgynevezett „Rongyos Gárda” átdobása. A csehszlovák–magyar tárgyalások 1938. október 9-én kezdődtek Komáromban, igen feszült légkörben. Miután az október 6-i zsolnai konferencia határozatának megfelelően Szlovákiában Jozef Tiso elnökletével autonóm kormány alakult, a prágai csehszlovák kormány ezt bízta meg – mint közvetlenül érdekeltet – a magyarokkal folytatandó tárgyalással. A magyar fél nem fogadta el a magyar kisebbség részére az autonóm Szlovákián belül kilátásba helyezett nemzetiségi önkormányzatot, hanem ragaszkodott a magyar többségű területsáv átcsatolásához, s nem érte be a Csallóköz felajánlott átengedésével sem. A tárgyalások 4 nap után, október 13-án minden eredmény nélkül megszakadtak. Október 22-én kapta meg a magyar kormány a harmadik szlovák ajánlatot a területi követelésekkel kapcsolatban, amely elismerte a magyar igényeket a magyarlakta sávra, de még mindig nyolc vitatott, „vegyes népességű terület” volt, köztük Kárpátalján Ungvár és Munkács, e városok népessége nagy többségben magyar volt, a környékük vegyes, főleg ruszin, de Munkácsnál német is; valamint Nagyszőlős szintén magyar többségű város volt, de környéke vegyes.
A vitatott területeken a magyar kormány népszavazást követelt, de ezt nem sikerült elérnie. Mindkét fél álláspontja megmerevedett, majd újabb huzavona következett, végül német–olasz eszmecsere után október 30-án Csehszlovákia, majd nyomban utána Magyarország felkérte a tengelyhatalmakat a döntéshozatalra. Anglia és Franciaország érdektelenséget mutatott az ügy iránt, a Német Birodalom és Olaszország lett a döntőbíró. Végül 1938. november 2-án megszületett végül az úgynevezett első bécsi döntés. Ennek értelmében Kassa, Ungvár és Munkács Magyarországhoz került. Az első bécsi döntéssel tehát Kárpátalja déli, magyarlakta sávja visszakerült Magyarországhoz, összesen mintegy 2 ezer km²-nyi terület. Kárpátalja több mint egyötöde.
Ezzel párhuzamosan a cseh kormány a válságos helyzetben Kárpátaljának megadta az autonómiát. A bécsi döntés előtti hetekben, 1938. október 9-én alakult meg az első autonóm kormány, amelynek élére Andrej Bródyt állították, a rutén pártok ajánlására, miniszteri rangban. Rövidesen azonban leváltották és bebörtönözték, mert népszavazást követelt arról, hogy a rutén nép maga dönthessen jövendő sorsáról és hovatartozásáról. Utóda Avgusztin Ivanovics Volosin görögkatolikus kanonok – a Bródy-kormány közegészségügyi minisztere – lett, a ruszin irányzat vezetője. A csehek, hogy befolyásukat továbbra is biztosítsák Kárpátalján, Volosin tiltakozása ellenére az ott állomásozó csehszlovák haderő parancsnokát, Lev Prchala tábornokot nevezték ki belügyminiszternek. Kárpátalja tehát mint autonóm tartomány, föderatív államot képezett – legalábbis elméletileg – a cseh és a szlovák állammal.

Kárpátalja 1920-1939 között

1938 őszétől Volosin és kis tábora már olyan Kárpát-Ukrajnáról álmodott, amely mint föderatív vagy független állam meg tudna állni az európai politika sodrában. Uralmának megszilárdítására azonnal fölállította galíciai mintára a hírhedt katonai alakulatot, a „Kárpáti Szics”-lövészgárdát, megalakította az Ukrán Nemzeti Tanácsot, hivatalos nyelvvé az ukránt tette meg, és Kárpátalja nevét „Kárpátszka Ukrainá”-ra változtatta. Betiltotta a magyar és orosz nyelvű lapokat, föloszlatta a magyar és rutén egyesületeket és politikai pártokat. Gárdistáival éjjel, az ágyból hurcoltatta el a magyarok vezetőit és a magukat ukránnak nem valló ruténeket a Dumen-havason fölállított gyűjtőtáborba. Október 25-én betiltották a CSKP-t.
Volosin hatalomra jutása után Kárpátalja elé olyan súlyos gazdasági, vallási, közigazgatási, kulturális és kisebbségi problémák tornyosultak, amelyekkel a „kárpátukrán” kormány negyedéves uralma alatt nem tudott megbirkózni. A bécsi döntés után megmaradt Kárpátalja 80%-ban mezőgazdasági termékek behozatalára szorult. Magyarországgal az egyre növekvő politikai feszültség miatt minden összeköttetése megszakadt, Lengyelország hasonló okokból nem szállított, Szlovákia 1938. november 2. után önmagát sem volt képes ellátni, ezért csak Románia jöhetett számításba. December második felében 40 vagon kukoricát szállítottak innen Kárpátaljára, ezen kívül nem érkezett egyetlen jelentősebb import-tétel sem. Volosin helyzetét az is nehezítette, hogy mintegy 15 ezer cseh tisztviselővel kellett számolnia, akik érezve közeli elbocsátásukat vagy áthelyezésüket, a huszti kormány minden rendelkezését szabotálták.
1938. december 17-én felállították a huszti főkapitányságot, január elejétől pedig hat helyen létesítettek belső rendőrségi szervezeteket és nyolc határőrséget. Így mindössze 15 helyen volt csak hatósági rendtartás, az országocska többi helyén féktelen anarchia ütötte fel a fejét, amelyet a Szics-gárdák tevékenysége csak elmérgesített. Ezeknek február közepén már tízezer tagjuk volt, ennyien vonultak fel ugyanis az 1939. február 19-én tartott országos gyűlésükön Huszton, egyenruhában és fegyveresen. Kárpát-Ukrajnában február 12-én választásokat tartottak, amelyen az ukrán Nemzeti Tanács egyetlen listát engedélyezett, az UNO (Ukrán Nemzeti Organizáció) listáját. A huszti országgyűlésnek 1939. március 9-én kellett volna összeülnie először, de a belső forrongás már akkora volt, hogy a "parlament" megnyitását néhány nappal későbbre tették, így a mindössze 30 ukrán, egy román és egy német képviselő sohasem gyűlt össze.
A magyar kormány a bécsi döntés után diplomáciai akciókat indított Kárpátalja egészének megszerzésére. Ezt eleinte Olaszország és Nagy-Britannia is támogatta, de a németek a terveket megbuktatták. A magyar kormány – bár a katonai előkészületeket beszüntette –, a híres Rongyos Gárda tevékenységét felerősítette. Teleki Pál miniszterelnökségének kezdetén, 1939 februárjában már bizonyos volt: Hitler felrúgta a müncheni egyezményt és felszámolta Csehszlovákiát. Március 10-én a prágai kormány határozata alapján Szlovákiában a hadsereg vette át a hatalmat és leváltotta a Tiso-kormányt. Teleki még ezen a napon a minisztertanácsi ülésen meghozatta a döntést: ha a német hadsereg bevonul Csehszlovákiába, illetve kikiáltják Szlovákia függetlenségét, a magyar hadsereg elfoglalja Kárpátalját még akkor is, ha a németek nem egyeznek bele. Erről sürgősen Rómát és Varsót is értesítették. Ezt annál is inkább jogosnak tartották, mivel Volosin követelésére Prchala tábornok csapatai páncélosokkal megerősítve 1939. január 6-án meglepetésszerűen megrohanták a védtelen Munkács városát. A támadást a Rongyos Gárda a rendőrökkel és a polgári lakosság segítségével visszaverte.
Március 11-én a budapesti német követ, kormánya nevében jegyzéket intézett a magyar külügyminisztériumhoz, amely „feltételezve Kárpát-Ukrajna területén történő bizonyos magyar akciókat”, felsorolta a német gazdasági és politikai igényeket. Ezek a következők voltak: Kárpátalja megszállása alatt és után a német szállítási szükségleteket a legnagyobb mértékben vegyék figyelembe; a magyar kormány ismerje el azokat a gazdasági természetű szerződéseket és egyezményeket, amelyeket a kárpát-ukrán autonóm kormány német hivatalos vagy magánszemélyekkel kötött; ismerje el a kárpátaljai „volksdeutschok” eddigi szerzett jogait; a kárpát-ukrán kormány tagjait és az ottani vezető politikusokat semmiféle jogcímen ne üldözzék. Március 12-én Sztójay Döme berlini magyar követ révén értesült a magyar kormány, hogy Csehszlovákia a szétesés küszöbén áll. A Német Birodalom el fogja ismerni Szlovákia függetlenségét, de a kárpát-ukrán kormánynak 24 óráig nem ad hasonló elismerést, s Magyarország ezalatt „megoldhatja” Kárpátalja kérdését.
Az események azonban ennél gyorsabban zajlottak. Március 14-én a németekkel történt megállapodás alapján Pozsonyban kikiáltották Szlovákia függetlenségét. Ugyanaznap hajnalban a Volosin-kormány is proklamálta Kárpátalja önállóságát, s kérte a Német Birodalom védnökségét. Kárpátszká Ukrajina azonban csak néhány óráig tudott létezni. A magyar királyi honvédség 1939. március 15-én megkezdte Kárpátalja birtokbavételét. A támadás kezdetekor Jefremov tábornok, a szics-lövészek parancsnoka menekült el először Kárpátaljáról, majd őt követte Volosin kormányával.

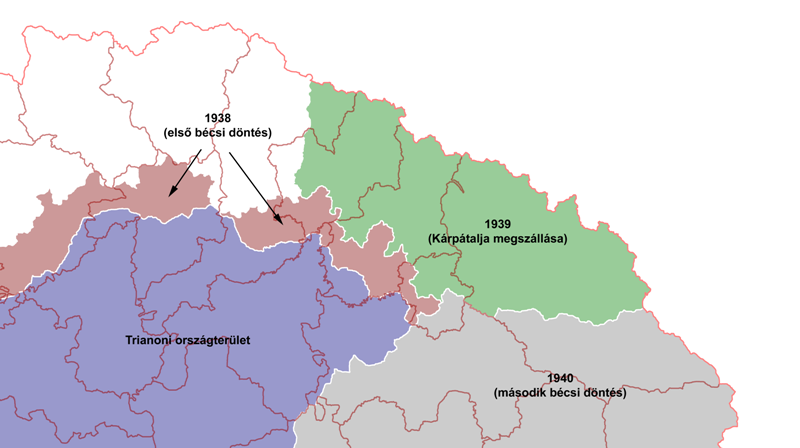
Magyarország északkeleti határának változásai 1937 és 1940 között, az 1918 előtti megyehatárokkal.

A Szics-gárda harcba bocsátkozott a magyar csapatokkal abban a reményben, hogy Németország eleget tesz a Volosin-kormány kérésének, s védelmet nyújt a magyarokkal szemben. Ez a remény a kialakult helyzetben azonban már hiábavaló volt. A munkácsi lovasdandár – amelynek az Uzsoki-, illetve a Vereckei-hágót kellett birtokba vennie – Perecsenynél csak a Szics-gárdisták ellenállásába ütközött. A 24. határvadász zászlóaljnak Nagyszőlős előtt Fancsika és Tekeháza körzetében a cseh páncélosok utóvédjeivel kellett megmérkőznie. Fancsikánál a magyar honvédség, történetében először, lóvontatású páncéltörő ágyúval lőtte ki az első ellenséges harckocsit. A cseheket ez annyira meglepte, hogy a többi páncélos sietve elvonult, a zászlóalj pedig minden további ellenállás nélkül március 15-én kora délután elfoglalta Nagyszőlőst. Másnap, március 16-án, a kora hajnalban fölkerekedett hóviharban kezdte meg a zászlóalj előrenyomulását Husztra, az időközben beérkezett 14. kerékpáros zászlóaljjal együtt. Verécénél megtörve a Szics-gárdisták utolsó kétségbeesett ellenállását, a zászlóalj március 16-án délután 4 órakor az „ideiglenes fővárost”, Husztot is elfoglalta.
A 14. kerékpáros zászlóalj még aznap elérte az ezeréves határt, és a Tatár-hágóra kitűzte a magyar zászlót. A huszti kormányzósági épületekben talált iratokból kiderült: a németek Volosint az utolsó pillanatig biztatták, hogy tartson ki, mert útban van a német hadsereg. Amikor a zászlóalj egyik egysége bevonult a német lakosságú Királymezőre (Königsfeld), a házakon horogkeresztes zászlók lengtek, s a lakosság nem akarta elhinni, hogy a magyar csapatok jöttek. A mozgósított gyors-, illetve a pécsi hadtest március 18-án fejezte be felvonulását a Tisza völgyében, de egy-két napi ott-tartózkodás után mindkettőt váratlanul kivonták. A két hadsereget Szlovákia keleti határaihoz csoportosították át, hogy Kárpátalja nyugati ruténlakta sávját – amit egyébként a müncheni egyezmény után megadott autonómia alkalmával mintegy 120 ezer rutén lakossal Szlovákiához csatoltak – Poprádig birtokba vegye. A felderítő járőrök Szobráncnál át is lépték Szlovákia ideiglenes határát, de német nyomásra a magyar kormány a támadást leállította. Az Északkeleti-Kárpátokban helyreállt az évezredes magyar–lengyel határ, ahol néhány hónap múlva a Lengyelország német leigázásakor mintegy 100 ezer lengyel katona és polgári személy menekült át a biztos pusztulás elől.

## Kárpátalja átmenetileg ismét Magyarország része (1939–1944)

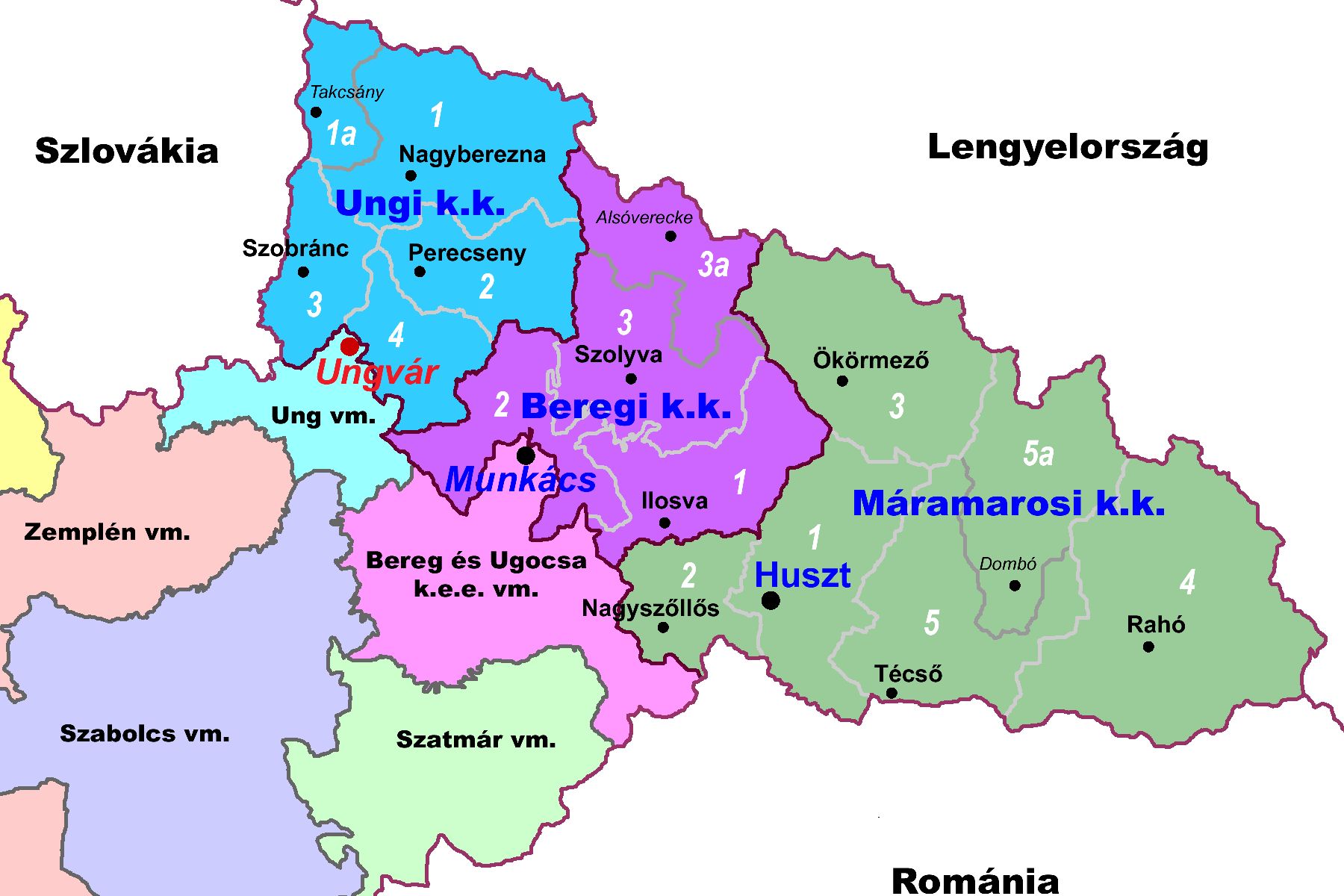
Kárpátalja közigazgatási beosztása 1939. tavasza (a magyar megszállás) és 1940. ősze (a második bécsi döntés végrehajtása) között.

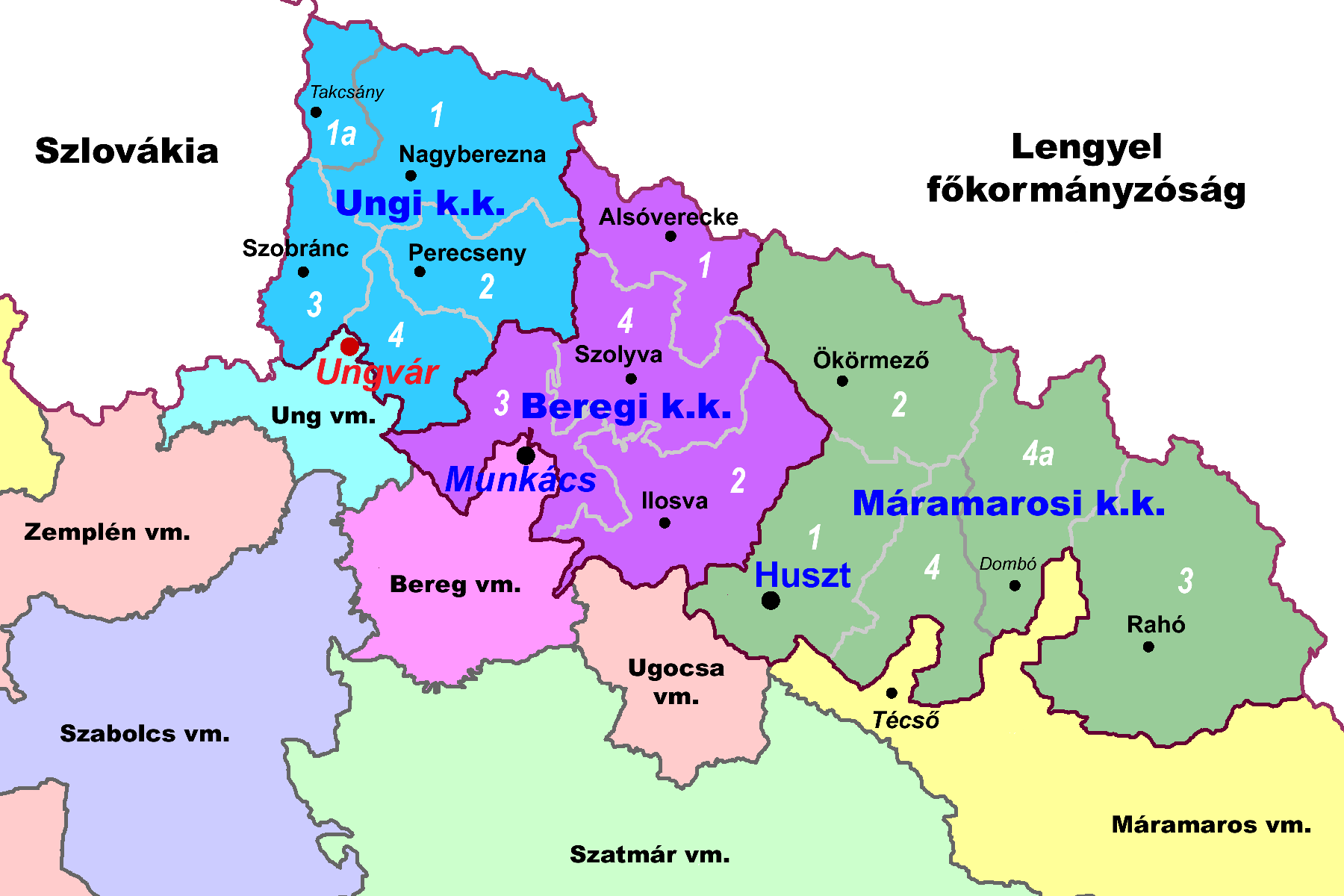
Kárpátalja közigazgatási beosztása 1941. elején a második bécsi döntés végrehajtása után.

Kárpátalja területe 1939-1944 között ismét Magyarország szerves része volt. 1938-ban létrehozták Ung vármegyét és Bereg és Ugocsa k.e.e. vármegyét, majd 1940-ben az utóbbiból külön Bereg és Ugocsa, továbbá Máramaros vármegyét. Az 1939-ben megszállt kárpátaljai területek nagy részét azonban nem tagolták be a megyerendszerbe, a ruszinok által lakott hegyvidéken létrehozták  a Kárpátaljai Kormányzói Biztosságot, melyet a katonai közigazgatás júliusi feloldását követően  sorrendben Perényi Miklós, szeptembertől Kozma Miklós, decembertől 1944 áprilisig Tomcsányi Miklós Pál, végül Vincze András vezetett, és területileg az Ungi, Beregi és Máramarosi közigazgatási kirendeltségekre oszlott. A hivatalos nyelv itt a magyar mellett a ruszin volt. Kárpátalja közigazgatási határai egy rövid ugocsai szakasz kivételével az első bécsi döntés vonalát követték, a szlovák határon a magyar-szlovák kis háború következtében benyúltak a hajdani Zemplén vármegyébe, a beregi kirendeltség a munkácsi, a szolyvai, és az ilosvai járásból, a máramarosi kirendeltség a huszti, a nagyszőlősi, az ökörmezői, a rahói és a técsői, végül az ungi kirendeltség a perecsenyi, a nagybereznai, a szobránci, és az Ung-vidéki járásból állt. A visszacsatolást jogilag az 1939. évi VI. tc. kodifikálta.
1941-ben Kárpátalja felvonulási területté vált a Szovjetunió ellen. 1941-től több sztrájk, szabotázs történt a vidéken. 1942 január elején partizánharc is kezdődött; ekkor dobták le ejtőernyővel az első partizáncsoportot Oleksza Borkanyuk vezetésével.
A magyar hatóságok Ungváron hivatalt létesítettek, melynek feladata a lakosság számára megfelelő munkaalkalmak részesítése volt. Megszervezték az ún. második hegyvidéki akciót, mellyel a hegyvidéki ruszin lakosság gazdasági életkörülményeit javították.
A szovjet Vörös Hadsereg 1944. október 2-án érte el Kárpátalja első települését, Verbiást (volóci járás). Október 26-án foglalták el Ungvárt. A város felszabadulásával kapcsolatosan Sztálin aláírásával ünnepi napiparancsot adtak ki, amely katonailag fontos hídfőállás elfoglalásáról tett említést. A 17. szovjet lövészhadtest a Huszt-Nagyszőlős–Beregszász útvonalon érte el 1944. október 28-án Csap szélső házait, s ezután nyomban el is küldték a győzelmi jelentést a főparancsnokságra. Egy heves ellentámadás azonban visszavonulásra kényszerítette a szovjeteket, akik a Latorcáig visszavonulva az akkor még szabályozatlan folyó áradása nyomán keletkezett sárban ragadtak. Csapot a magyar–német erők még közel egy hónapig, 1944. november 23-áig tartották a Vörös Hadsereg megújuló rohamaival szemben.

## Kárpátalja a Szovjetunió része 1945–1991 között
1945. június 29-én hosszas tárgyalás után Moszkvában a Szovjetunió és Csehszlovákia kormánya megkötötte azt a szerződést, amely rögzítette Kárpátalja kiválását a csehszlovák államból és hozzácsatlakozását a Szovjetunióhoz. (csehszlovák–szovjet szerződés).
A háború utáni újjáépítésben Kárpátalja lakossága tevékenyen részt vett, azonban nem mindenki önként. Mivel a háborúban hatalmas civil veszteségeket elszenvedő Szovjetunióban munkaerőhiány lépett fel és elsősorban a németeket, valamint szövetségeseiket, a magyarokat tartották a konfliktus fő bűnöseinek, ezért sok sváb és magyar férfit kényszerítettek a háborúban szinte teljesen lepusztult országrészek helyreállítására. Becslések szerint több mint 40 ezer kárpátaljai magyart és svábot – mint hadifoglyot – utaltak közmunkára az ország számos területén. 
1946-tól fokozatosan hazaengedték a foglyokat, azonban sokan nem tértek vissza szülőföldjükre, mert meghaltak vagy máshol kezdtek új életet.
1946. január 22-én az Szovjetunió Legfelsőbb Tanácsának Elnöksége rendeletben szabályozta Kárpátontúli Ukrajna közigazgatását, amely szerint az átmenetet képező "miniállamot" az Ukrán SZSZK Kárpátontúli területévé szervezték át a következő felosztásban: 13 járás, két területi irányítású és 8 járási irányítású város, 28 városi jellegű település és 257 községi tanács[forrás?].
Általánosságban elmondható, hogy a terület fejlesztése nem tartozott a kormányzat stratégiai prioritásai közé, mivel túlságosan nyugatra feküdt ahhoz, hogy a szovjet gazdaság húzóágazatának számító különböző iparokat biztonságosan ide telepíthessenek. Ezért a régió gazdasági helyzete nem volt jó összehasonlítva Ukrajna szomszédos területeivel (Lvivi és Ivano-frankivszki) vagy Kelet-Magyarországgal.
1945 óta adnak ki magyar nyelvű könyveket Kárpátalján. Bár a Szovjetunióban - mint minden birodalomban - erős volt a nyelvet és a kultúrát uniformizáló szándék, ennek ellenére[forrás?] voltak iskolák ahol folyt magyar nyelvű oktatás.

## Kárpátalja Ukrajna részeként 1991-től
Az 1991. december 1-jén megtartott referendum eredménye alapján Ukrajna kikiáltotta függetlenségét, miáltal Kárpátalja a független ukrán állam közigazgatási egységévé vált. A ruszinok felélesztették régi tudatukat és ennek jegyében autonómiát követelnek Ukrajnán belül, mint külön népcsoport. Az ukrán állam ezt nem hajlandó megvalósítani, mivel véleménye szerint a ruszinok csak egy néprajzi csoportja az ukránoknak és a nyelvüket is közönséges ukrán nyelvjárásnak tartja, emiatt még csak az iskolákban sem oktatható a ruszin nyelv.
A narancsos forradalom zavarai során a ruszinok ismét előálltak az autonómiával, de sokuk úgy vélte, hogy a forradalom okozta felfordulásban akár megszerezhetik a teljes függetlenséget. A Ruszinok II. Európai Kongresszusa Kijevnek 2008. december 31-ig adott haladékot az ősszel megtartott ülésen. Ekkor azzal fenyegetőztek, ha nem teljesülnek kéréseik, akkor elszakadnak Ukrajnától. Sokan aggodalommal tekintettek Kárpátalja felé, mert a ruszin kérdésbe Moszkva is bekapcsolódott, amely hajlandó lenne lépéseket tenni a ruszin állam létrehozásában. Sokan orosz politikai lépést látnak ebben, amelyet a nem sokkal ezelőtt történt kaukázusi események (az orosz–grúz háború) is tükröztek. Végül a ruszinok nem váltották be fenyegetésüket, de a kérdésben az ukrán parlament csak 2010. június 30-án döntött. A döntést Leonyid Kozsara a külügyi bizottság elnökhelyettese közölte, amelyben a ruszin autonómiát az ukrán állam elutasítja. A döntésben nem az szerepelt, hogy a ruszinok nem önálló nép, s csak az ukránok részei, Kozsara elmondta, hogy óriási különbségek vannak a ruszin etnikum és a ruszin függetlenségi mozgalom között. A ruszin szeparatisták az ukrán kormány nem akarja támogatni. Alkotmányellenesnek ítélik az önálló ruszinság elismerését. A ruszinságban ez nagy csalódást okozott, mert Viktor Janukovicstól remélték, hogy legalább önálló nemzetiségként elismeri őket.
A magyar kormány érdemben nem reagált a kárpátaljai eseményekre. Ám 2011 elején egy olyan hír röppent fel, miszerint Dimitro Szidor tiszteletes szokatlanul kemény hanggal állt ki a ruszinok önálló kisebbségként való elismerése mellett és kimondta, ha Ukrajna még ilyen alapvető jogot sem akar biztosítani a kárpátaljai ruszinoknak, akkor a ruszinok készek felkelni az ukránok ellen. Napokkal később azonban Szidor atya az egyik interjúban kijelentette, hogy szavait meghamisították, mégpedig az SZBU, az ukrán belbiztonsági szolgálat, amely le akarja járatni őt és a ruszin mozgalmat, azt kívánván elhitetni, hogy a térségben tényleg szeparatizmus van. Szidor atya kijelentette, hogy felkeléssel való fenyegetést, vagy erre való felszólítást nem tett, provokáció az egész.

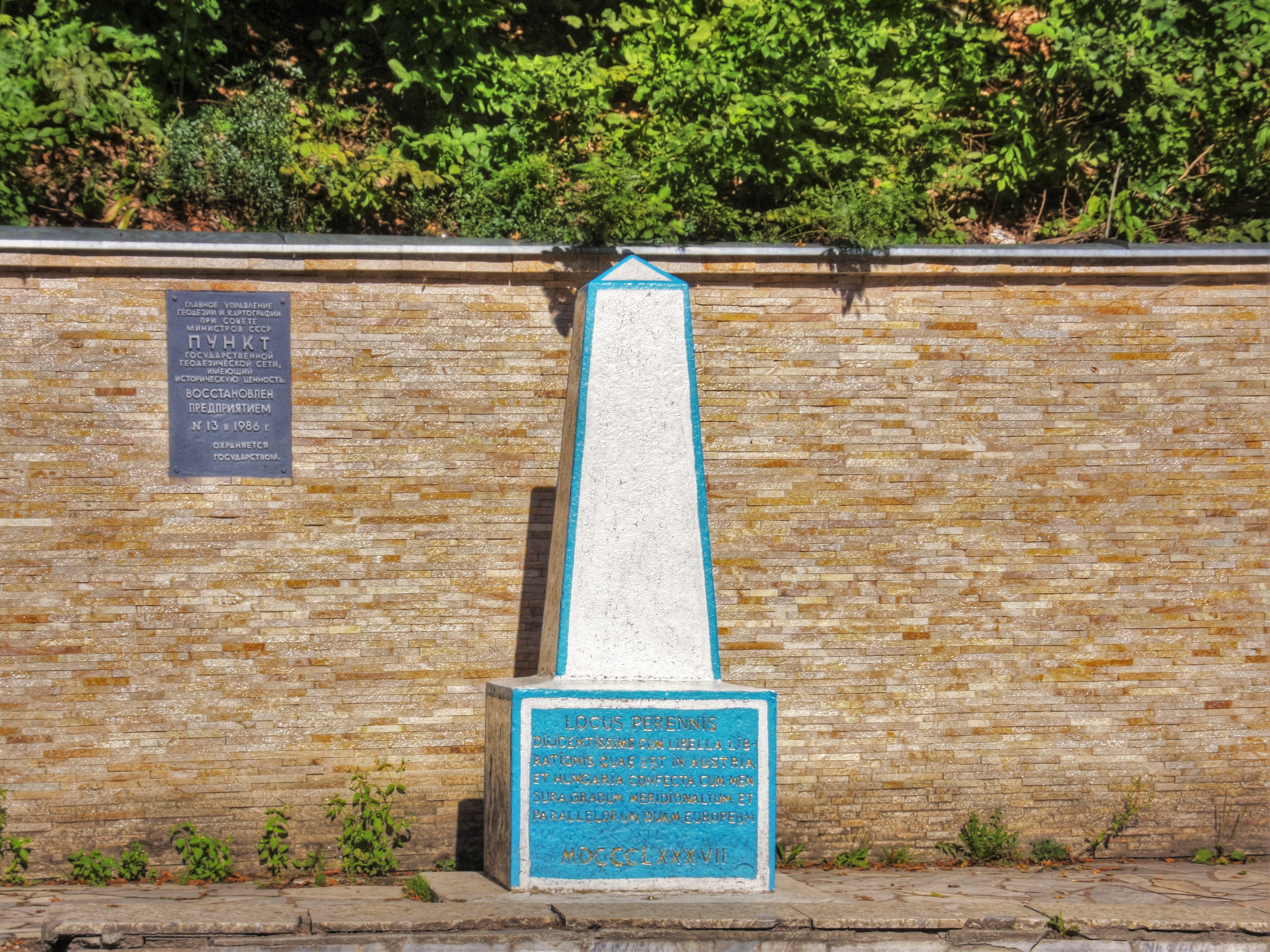
Az Európa közepét jelző oszlop

A magyar-ukrán hivatalos államközi kapcsolatok sokat romlottak, főként az ukrajnai kisebbségvédelem terén történt újabb visszalépések és a kárpátaljai magyarokat ért atrocitások miatt. Ennek részeként történhetett többek között a KMKSZ központi irodájának felgyújtása Ungvár belvárosában, az emlékművek sorozatos megrongálása (például a vereckei emlékmű, a 2008-ban helyreállított munkácsi turul-szobor lefűrészelése vagy a terebesfejérpataki latin felirat levakolása). Mindez annak ellenére történik mindmáig, hogy a kárpátaljai magyarság részéről nincs jele szeparatizmusnak, mint ahogy a 2022-es Orosz–ukrán háborúban és előzményeiben kárpátaljai magyarok is szolgálnak, s haltak hősi halált a harcokban.